# Plocoglottis borneensis
Plocoglottis borneensis är en orkidéart som beskrevs av Henry Nicholas Ridley. Plocoglottis borneensis ingår i släktet Plocoglottis och familjen orkidéer. Inga underarter finns listade i Catalogue of Life.